# Разбег самолёта

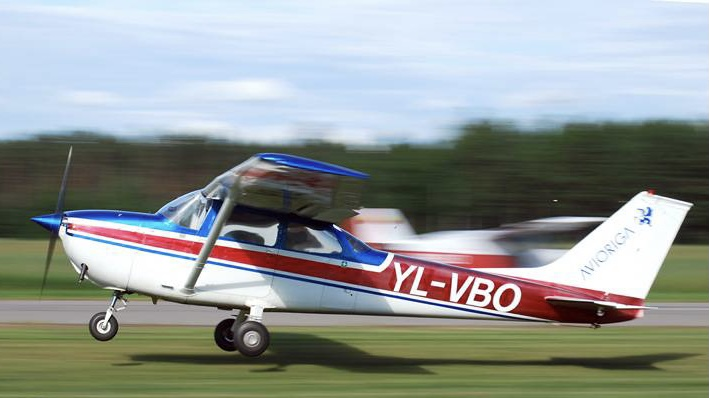
Cessna F172K отрывается от земли после разбега

Разбе́г — ускоряющееся движение самолёта по взлётно-посадочной полосе (ВПП) до момента его отрыва от земли. Начальный этап взлёта. Путь, проходимый воздушным судном от начала движения до точки отрыва, называется длиной разбега и считается одной из его главных лётно-технических характеристик, определяющей необходимый размер ВПП.
Обычно разбег выполняется при максимальной тяге двигателей. К основным параметрам, определяющим длину разбега, относят взлётную массу, суммарную тягу двигателей, сопротивление (трение) при движении по ВПП, аэродинамические силы, действующие на судно при разбеге, скорость отрыва.
Уменьшение длины разбега позволяет расширить возможности эксплуатации самолёта. Оно достигается за счёт увеличения тяговооружённости (энерговооружённости), уменьшения удельной нагрузки на крыло и увеличения подъёмной силы путём применения механизации крыла и/или энергетической механизации крыла. Для этой же цели могут применяться особые стартовые ускорители, которые, как правило, сбрасываются после взлёта.